# Ikaris
Ikaris é um personagem das histórias em quadrinhos do Universo Marvel, publicado pela Marvel Comics. Ele apareceu pela primeira vez em The Eternals # 1 (julho de 1976) e foi criado por Jack Kirby. Ele é um membro dos Eternos, uma raça de super-humanos do Universo Marvel.
Neil Gaiman, juntamente com o artista John Romita, Jr., criou uma minissérie em 2006, que ajudou a atualizar o papel dos Eternos no Universo Marvel moderno. Originalmente solicitada como uma série de seis números, uma edição extra foi acrescentada, porque, segundo o editor Nick Lowe, "havia muita história para se encaixar na estrutura que estabelecemos para nós mesmos. Neil estava começando a quinta edição e me disse que ele poderia precisar de um sétimo número, ele tinha muita história para caber em apenas seis edições (mesmo com o primeiro e o sexto tamanho duplo)."
Ikaris também aparece em "All-New Invader" como um vilão, quando ele é controlado pelos Kree, que usam o "Sussurro de Deus" sobre ele.

## Histórico

### Origem
Ikaris nasceu há mais de 20 mil anos na Polaria, na área hoje conhecida como Sibéria. Ele é o filho dos Eternos Virako e Tulayn. Seu verdadeiro nome de nascimento é Dédalo. Quando o Segundo Anfitrião dos Celestiais afundou o Deviante Lemúria no que é conhecido como o "Grande Cataclismo", Ikaris guiou um navio de humanos para um lugar seguro. Os humanos confundem Ikaris com um pássaro e (de acordo com a história do Universo Marvel) ele é lembrado como a pomba que guiou Noé até as Montanhas do Ararate.

### Os primeiros séculos
Ikaris escolheu seu nome devido a um trágico acidente há centenas de anos. Enquanto lutava contra os Deviantes na Grécia antiga, o homem eventualmente conhecido como Ikaris conhece e se casa com uma mulher humana. Juntos, eles têm um filho chamado Ikaris, que adora voar com seu pai bem acima dos mares e montanhas da Grécia. Com o tempo, o Eterno constrói para o filho um conjunto de asas mecânicas para que o menino possa voar sozinho.
Quando seu pai desaparece enquanto luta contra os Deviantes, o jovem Ikaris o procura usando as asas mecânicas. Demasiado inexperiente para voar por conta própria, o jovem Ícaro voa muito alto, perde a consciência na atmosfera superior e cai para a morte. Ao encontrar seu filho morto, o pai Eterno leva o nome de seu filho, Ikaris, em sua memória.
Por volta de 1000 d.C, Virako, pai de Ikaris, morre em batalha contra o Deviante Dromedan. Ikaris é então adotado por seu tio Valkin, que revela a ele sua casa secreta no Ártico, a Pirâmide dos Ventos.
Em algum momento durante os primeiros séculos, Ikaris e os Eternos entrariam em conflito com o mutante imortal, Apocalipse. Esse conflito terminaria com Ikaris e os Eternos derrotando-o, e Ikaris acreditando que Apocalipse estava morto.
Em 1823, como parte da preparação dos Eternos para a vinda da Quarto Anfitrião dos Celestiais, Zuras ordena a Ikaris que aperfeiçoe seus sentidos cósmicos na expectativa de sua vinda. Quando eles se aproximam, Ikaris é ordenado a ir à Cidade dos Deuses Espaciais e reviver o adormecido Ajak para saudá-los.

## Poderes e habilidades

### Poderes
Ikaris é um dos mais poderosos Eternos existentes e o segundo mais poderoso da Terra (perdendo apenas para Thena).
Fisiologia Terra-Eterna: Como todos os Eternos, sua força vital é aumentada pela energia cósmica e ele tem total controle mental sobre sua forma física e processos corporais, mesmo quando ele está adormecido ou inconsciente.
Imortalidade: Ele é incapaz de morrer por idade e é resistente a doenças e toxinas a um grau desconhecido.
Força Sobre-Humana: Ikaris é mais forte que um Eterno comum e a maioria dos outros (com exceção de Thanos, Gilgamesh, Interloper (igual em força) e Hyperion da Terra-712). Sua força permite que ele levante (pressione) mais de 40 toneladas sem também empregar seu poder mental para levitar o objeto que ele está levantando.
Regeneração: Se Ikaris for ferido de alguma forma, ele pode regenerar qualquer tecido lesionado ou perdido.
Vôo: Ikaris pode levitar, manipulando mentalmente os gravitons (partículas subatômicas que carregam a força da atração gravitacional entre os átomos) em torno de si. Ele também pode levitar outras pessoas e objetos, mesmo enquanto se levita simultaneamente. Ikaris é capaz de voar por auto-levitação a aproximadamente 850 milhas por hora (1,1 vezes a velocidade do som), uma velocidade que a maioria dos outros Eternos não pode igualar.
Psionismo: Ikaris tem habilidades psíquicas de baixo nível, permitindo que ele escaneie os pensamentos superficiais de qualquer mente menos adepta que a sua. Ele pode criar mentalmente ilusões para se disfarçar. Ikaris também pode manipular psionicamente átomos e moléculas para transformar a forma de um objeto. Ele pode reorganizar as moléculas no ar de modo a criar um escudo praticamente impenetrável sobre si mesmo.
Manipulação de Energia Cósmica: Ikaris pode projetar energia cósmica na forma de feixes de seus olhos ou raios e flashes de suas mãos. Essa energia cósmica, armazenada em enclaves especializados de células em seu corpo, pode ser usada como força, calor, luz e possivelmente outras formas de energia eletromagnética.
Teletransporte: Ikaris pode se teletransportar psionicamente, mas prefere não fazê-lo, já que, como outros Eternos, ele acha o processo de auto-teletransporte fisicamente desagradável. Ele também pode teletransportar outras pessoas junto com ele mesmo.
Sentidos Aprimorados: Através de mil anos de treinamento, Ikaris tem afiado seus sentidos de uma forma que ele seria capaz de alertar o resto dos Eternos quando os Celestiais retornassem.

### Habilidades
Como Eterno Primário, os atributos de Ikaris são aumentados a um grau desconhecido, e ele também é capaz de formar uma Uni-Mente com outros Eternos.

## Outras versões

### Marvel 2099
Há uma versão futura alternativa de Ikaris no universo Marvel 2099. Ele aparece em 2099: Manifest Destiny. 

### O Eterno
Chuck Austen escreveu "O Eterno", uma série Marvel MAX 2003-2004 que mostrou a chegada dos pais de Ikaris na Terra, nesta versão Ikaeden e Jeska, e seu plano para a história envolveu "voltar no tempo para ver o nascimento e o desenvolvimento de Ikaris na Terra, conhecer seus pais e então [nós] avançarmos para o tempo contemporâneo".

## Outras mídias

### Televisão
- Ikaris aparece em Marvel Knights: Eternals, originalmente dublado por Trevor Devall.[13]

### Web-série
- Ikaris aparece em Marvel Heroes MMO: Chronicles of Doom[14], dublado por Wally Wingert.[15]

### Cinema
- O personagem foi confirmado no filme dos Eternos e fará sua estreia no Universo Cinematográfico Marvel novembro de 2021.[16] Ikaris será interpretado pelo ator Richard Madden[17].